# He Jianping
He Jianping (5 de maio de 1963) é uma ex-handebolista chinesa, medalhista olímpica.
He Jianping fez parte do elenco da medalha de bronze inédita chinesa, em Los Angeles 1984.